# Kalcijum peroksid
Kalcijum peroksid (CaO2) je čvrst peroksid bele ili bledo žute boje. On je nerastvoran u vodi ali se rastvara u kiselinama pri čemu formira vodonik peroksid. Kad dođe u kontakt sa vodom odmah počne da se razlaže oslobađajući kiseonik.

## Primena
Kalcijum peroksid se industrijski proizvodi sa različitim stepenima čistoće. On se koristi na više načina u industriji i poljoprivredi. U poljoprivredi se koristi kao đubrivo, kao tretman za seme pirinča pre setve, i za dezinfekciju vode. Kalcijum Peroksid se koristi na sličan način kao magnezijum peroksid u programima restauracije životne sredine. On se primenjuje u obnavljanju zemljišta i podzemne vode kontaminirane naftnim ugljovodonicima putem stimulacije aerobne mikrobne degradacije kontaminanata.
Kao se koristi kao prehrambeni aditiv (E930).